# ヤエン釣り
ヤエン釣り（ヤエンつり）とはアオリイカの釣法の一種。エギとは異なる。

## 概要
エギは疑似餌を用いアオリイカを掛ける為の針が取り付けてあるが、ヤエンは餌に活きた魚（関西方面では活けアジを使う）を用いる。餌の魚に針は付いておらず、釣り糸だけが取り付けられた状態で泳がせて、アオリイカに掴ませる。その後、ヤエンと言う釣具を道糸を通して降ろして行き、アオリイカをかける。
最近では釣り糸に針を結び、餌となる活けアジの尾の付け根に刺して釣る形も増えている。

アオリイカの取り込みに失敗した際に、ヤエンの紛失防止にも繋がるとされている。
ヤエンはステンレスの直径1. 2mm程度の軸棒の先に、イカを掛ける為の針が取り付けられ、道糸を通すラセンもしくは糸掛けと呼ばれる部分がある。糸を通す部分は支柱と呼ばれ、2本の物や3本の物がある。

ヤエンにはL字型の部分に1－5号の錘が装着されているのが一般的な形状。

道糸を伝わらせ仕掛けを海中に落とし込むために状況によって重さの違うものを使い分ける。

## 由来
「ヤエン」の名前の由来は、索道の一種の野猿という乗り物の姿から。発祥地は和歌山県と招じておるが実際には九州、鹿児島が発祥地という説もある。